# Casa Sanmartí (Terrassa)
La Casa Sanmartí és un edifici del centre de Terrassa (Vallès Occidental), situat al passeig del Comte d'Ègara, protegit com a bé cultural d'interès local.

## Descripció

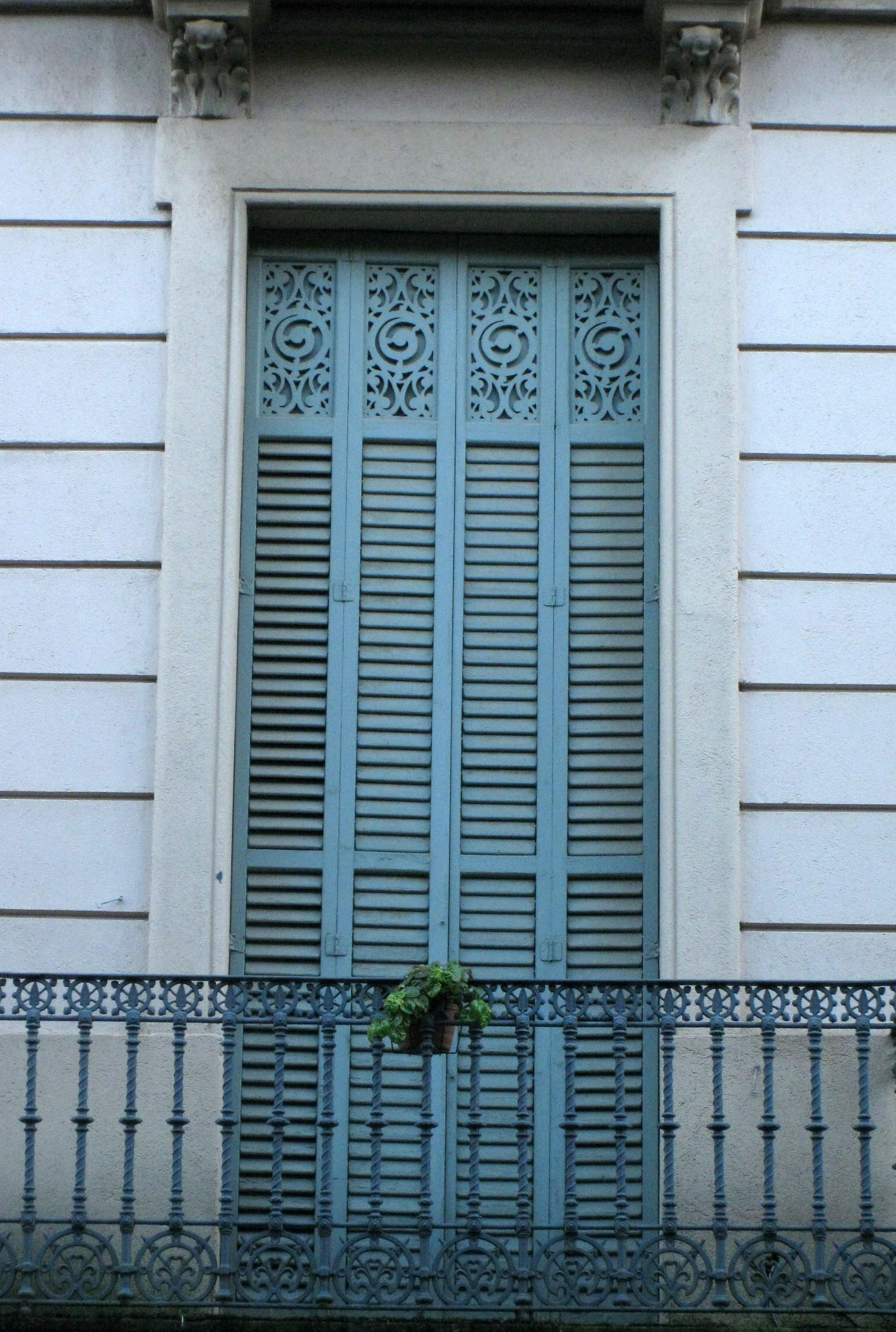
Detall d'una de les finestres balconeres del primer pis

És un edifici entre mitgeres de planta baixa i dos pisos. Presenta una façana arrebossada, imitant carreus de pedra, de composició simètrica, amb una balconada de ferro forjat de dibuix clàssic molt delicat al primer pis i balcons individuals al segon. Cal destacar-ne la façana posterior, el jardí i l'escala interior, amb pintures murals.

## Història
La casa forma part del conjunt d'habitatges comprès entre els números 8 i 26 de la banda sud del passeig, urbanitzat com a tal a partir del 1843. Totes les cases formen un conjunt bastant homogeni d'edificis de planta baixa i dos pisos, d'estil eclèctic.